# Criminal Minded
Criminal Minded (с англ. — «С криминалом на уме») — дебютный альбом американской хип-хоп-группы Boogie Down Productions, выпущенный лейблом B-Boy Records 3 марта 1987 года. Он стал первым и последним альбомом, выпущенным оригинальным составом. Через пять месяцев после релиза Scott La Rock был убит.
Criminal Minded называется одним из важнейших гангста-рэп-альбомов, заложившим основы жанра. Многие музыкальные критики высоко оценивают данный альбом. Ряд изданий, среди которых Rolling Stone и NME, внесли его в свои списки лучших альбомов всех времён.

## Предыстория
В середине 1980-х KRS-One жил в приюте для бездомных. Там он познакомился с социальным работником Скоттом Стерлингом (англ. Scott Sterling). Он узнал, что Стерлинг по ночам работает диджеем под псевдонимом Scott La Rock, после чего они решили создать группу, которую назвали Boogie Down Productions. Первым их синглом стала композиция «Crack Attack». После этого, взяв в группу третьего участника, D-Nice, они начали работу над дебютным альбомом, Criminal Minded.

## Обложка
Обложка Criminal Minded была необычна для своего времени. На ней изображены Scott La Rock и KRS-One, сидящие за столом, на котором лежат различные виды оружия. Позже подобные обложки стали нормой для гангста-рэпа, однако на тот момент она стала одной из первых обложек, на которой музыканты держат в руках оружие. По словам KRS-One, критики, не поняв его идею, негативно отозвались о данной обложке:

«Оружие на обложке. Они только и делают, что воюют. У них нет песен. Скоро про них все забудут». Мы это только и слышали. <…> Я просто пытался показать, что мирное время не является спокойным.
Оригинальный текст (англ.)«Guns on the cover. All they do is battle. They ain’t got no songs. This group ain’t gonna last.» We heard it all. <…> I was trying to put across the idea that peace is not soft.

По словам музыканта, обложка также является отсылкой к фотографиям «Чёрных пантер»:

Если вы посмотрите на революционные фотографии «Чёрных пантер», то вы увидите то же самое, что и на обложке Criminal Minded. Просто в то время люди этого не поняли. Они увидели нас в гетто с пушками и, к сожалению, начали подражать.
Оригинальный текст (англ.)If you go back to the some of the revolutionary pictures of the Black Panthers, you’ll see that same thing on Criminal Minded’s album cover. It’s just that over time, people didn’t look at it for Black Panthers, they saw us in the hood with the gat and people started mimicking that, unfortunately.

## Запись
Работа над альбомом велась с 1986 года, на студии Power Plant в Куинсе, Нью-Йорк. Scott La Rock работал над мелодиями и семплами, в то время как Ced Gee занимался ударными.
В 1985 году группа Juice Crew выпустила композицию «The Bridge». Как позже рассказал участник группы, MC Shan, песня была посвящена созданию группы. Однако Boogie Down Productions посчитали, что в ней говорится о том, что хип-хоп был впервые создан в Куинсе. В ответ на это Boogie Down Productions выпустили композицию «South Bronx», что послужило началом Войны мостов (англ. The Bridge Wars) между Куинсом и Бронксом за звание «колыбели» хип-хопа. MC Shan ответил на это композицией «Kill That Noise». Биф продолжился с выходом ещё нескольких треков и закончился выходом «The Bridge Is Over» Boogie Down Productions. Обе композиции, «South Bronx» и «The Bridge Is Over», были представлены на альбоме Criminal Minded.

## Релиз
Criminal Minded был выпущен 3 марта 1987 года лейблом B-Boy Records. Альбом поднялся на 73-ю строчку чарта Top R&B/Hip-Hop Albums. Всего было продано 500 000 экземпляров альбома.
Однако вскоре у группы начались проблемы с лейблом, который не хотел выплачивать им гонорар. Для обхода данной проблемы группа в 1991 году выпустит Live Hardcore Worldwide — один из первых концертных хип-хоп-альбомов, в состав которого вошли композиции с Criminal Minded. Criminal Minded перестал выпускаться. Однако позже, в 2002 году, лейбл LandSpeed Records перевыпустил данный альбом, выкупив права на него у B-Boy Records.

## Критика
| Оценки критиков                   | Оценки критиков |
| Источник                          | Оценка          |
| --------------------------------- | --------------- |
| Allmusic                          | [ 1 ]           |
| The Encyclopedia of Popular Music | [ 16 ]          |
| The New Rolling Stone Album Guide | [ 3 ]           |
| RapReviews.com                    | 9/10            |
| The Source                        | [ 20 ]          |
| Spin Alternative Record Guide     | 10/10           |
| The Village Voice                 | (B+)            |

Criminal Minded был высоко оценен критиками. Allmusic поставил альбому оценку 5 из 5, отметив, что альбом «расширил диапазон тем, о которых можно рассказать в рэп-композициях» и заявив, что «показанный талант [музыкантов] закрепляет альбом в качестве классики на все времена». Rolling Stone в книге The New Rolling Stone Album Guide поставил альбому оценку 5 из 5, назвав его «чистейшей классикой, ставшей образцом для других гангста-рэп-альбомов». Сайт RapReviews.com поставил оценку 9 из 10, отметив, что «и спустя 20 лет Criminal Minded остаётся важным» и что «про него можно сказать так много, что оно не поместится в одну рецензию». Роберт Кристгау в своей рецензии для The Village Voice поставил альбому оценку «B+», заявив: «разум [KRS-One] комплексный и образцовый, а он сам — умён и ясен <…> Scott La Rock же был гением. Семплируя блюз-метал и Джеймса Брауна <…> и заправляя всё это неожиданным бормотанием, звуками телефона и тихими возражениями, он был скупым и щедрым одновременно. Музыке его будет не хватать больше, чем Джако Пасториуса и Уилла Шаттера вместе взятых».
Многие издания поместили Criminal Minded в свои списки лучших альбомов. The Guardian поместил альбом в свой список 1000 альбомов, которые стоит услышать, прежде чем вы умрёте, отметив, что «альбом имеет как музыкальное, так и культурное влияние». Rolling Stone поместил альбом на 436-е место в своём списке 500 величайших альбомов всех времён. NME поместил Criminal Minded на 262-е место в аналогичном списке, назвав его «чертежом, по которому был создан гангста-рэп Восточного побережья». Vibe поместил Criminal Minded в свой список 100 важнейших альбомов XX века, назвав его «одним из столпов жанра». Журнал также отметил его в своём списке 51 важнейший альбом. Журнал Ego Trip в своей книге Ego Trip’s Book of Rap Lists поместил альбом на второе место в списке 25 величайших хип-хоп альбомов 1986—1987 годов. Pitchfork поместил альбом на 75-е место в списке 100 лучших альбомов 1980-х. Spin поместил Criminal Minded сразу в три списка: на 68-е место в списке 100 альтернативных альбомов, в 2012 году на 77-е место в списке 125 лучших альбомов прошедших 25 лет и в 2005 году на 43-е место в списке 100 лучших альбомов прошедших 20 лет. В 2014 году журнал XXL назвал Criminal Minded в качестве одного из пяти лучших альбомов 1987 года в своём списке лучших хип-хоп-альбомов и песен за последние 40 лет.

## Список композиций
Все тексты написаны Лоренсом Паркером и Скоттом Стерлингом.
| №                   | Название                | Музыка                                     | Исполнители                    | Длительность |
| ------------------- | ----------------------- | ------------------------------------------ | ------------------------------ | ------------ |
| 1.                  | «Poetry»                | Ced-Gee, Scott La Rock, KRS-One            | KRS-One                        | 4:19         |
| 2.                  | «South Bronx»           | Ced-Gee, Scott La Rock, KRS-One, Lee Smith | D-Nice, Scott La Rock, KRS-One | 4:31         |
| 3.                  | «9mm Goes Bang»         | Scott La Rock, KRS-One, Lee Smith          | KRS-One                        | 4:10         |
| 4.                  | «Word From Our Sponsor» | Ced-Gee, Scott La Rock, KRS-One, Lee Smith | KRS-One                        | 4:25         |
| 5.                  | «Elementary»            | Scott La Rock, KRS-One                     | Scott La Rock, KRS-One         | 4:26         |
| 6.                  | «Dope Beat»             | Ced-Gee, Scott La Rock, KRS-One, Lee Smith | Scott La Rock, KRS-One         | 4:13         |
| 7.                  | «Remix For P Is Free»   | Ced-Gee, Scott La Rock, KRS-One            | KRS-One                        | 4:15         |
| 8.                  | «The Bridge Is Over»    | Ced-Gee, Scott La Rock, KRS-One, Lee Smith | KRS-One                        | 4:21         |
| 9.                  | «Super-Hoe»             | Ced-Gee, Scott La Rock, KRS-One            | Scott La Rock, KRS-One         | 4:16         |
| 10.                 | «Criminal Minded»       | Ced-Gee, Scott La Rock, KRS-One            | KRS-One                        | 4:26         |
| Общая длительность: | Общая длительность:     | Общая длительность:                        | Общая длительность:            | 43:22        |

## Чарты
| Чарт (1987)                      | Позиция |
| -------------------------------- | ------- |
| Billboard Top R&B/Hip-Hop Albums | 73      |